# Expédition d'Alger (1541)
Pour les articles homonymes, voir Expédition d'Alger.
Conflits algéro-hispaniques
L’expédition d'Alger est menée par Charles Quint entre le 20 octobre et le 1er novembre 1541.
Conforté par son succès lors de la conquête de Tunis en 1535, Charles Quint décide d’attaquer Alger et d’en finir avec les barbaresques qui sèment la terreur en Méditerranée occidentale. Toutes les nations de la Méditerranée occidentale, hormis la France, alliée du sultan Soliman, participent à cette expédition et plusieurs de ses alliés mettent en garde l'empereur contre le fait d'attaquer tard dans l'année : aucune entreprise navale d'importance ne peut se faire en automne et en hiver, entre septembre et mars. Mais l'empereur passe outre et organise cette expédition pour s'assurer le contrôle de la Méditerranée occidentale. Cette expédition se terminera mal du fait d'une forte tempête qui jettera à la côte une partie de la flotte de Charles Quint. Celui-ci fera retraite en bon ordre jusqu'au cap Matifou pour rembarquer et se réfugier à Bougie.

## Contexte

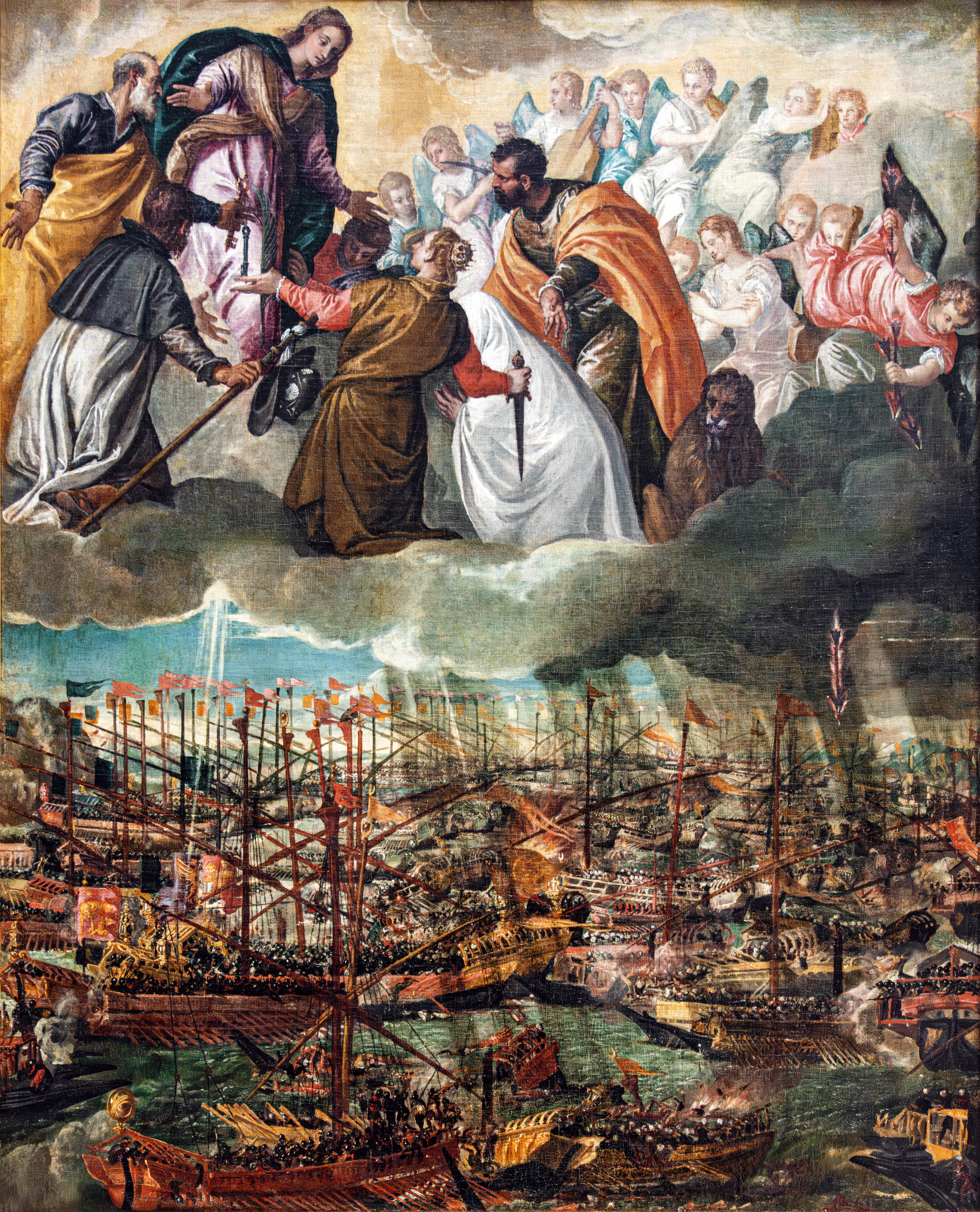
La bataille de Lépante
par Véronèse

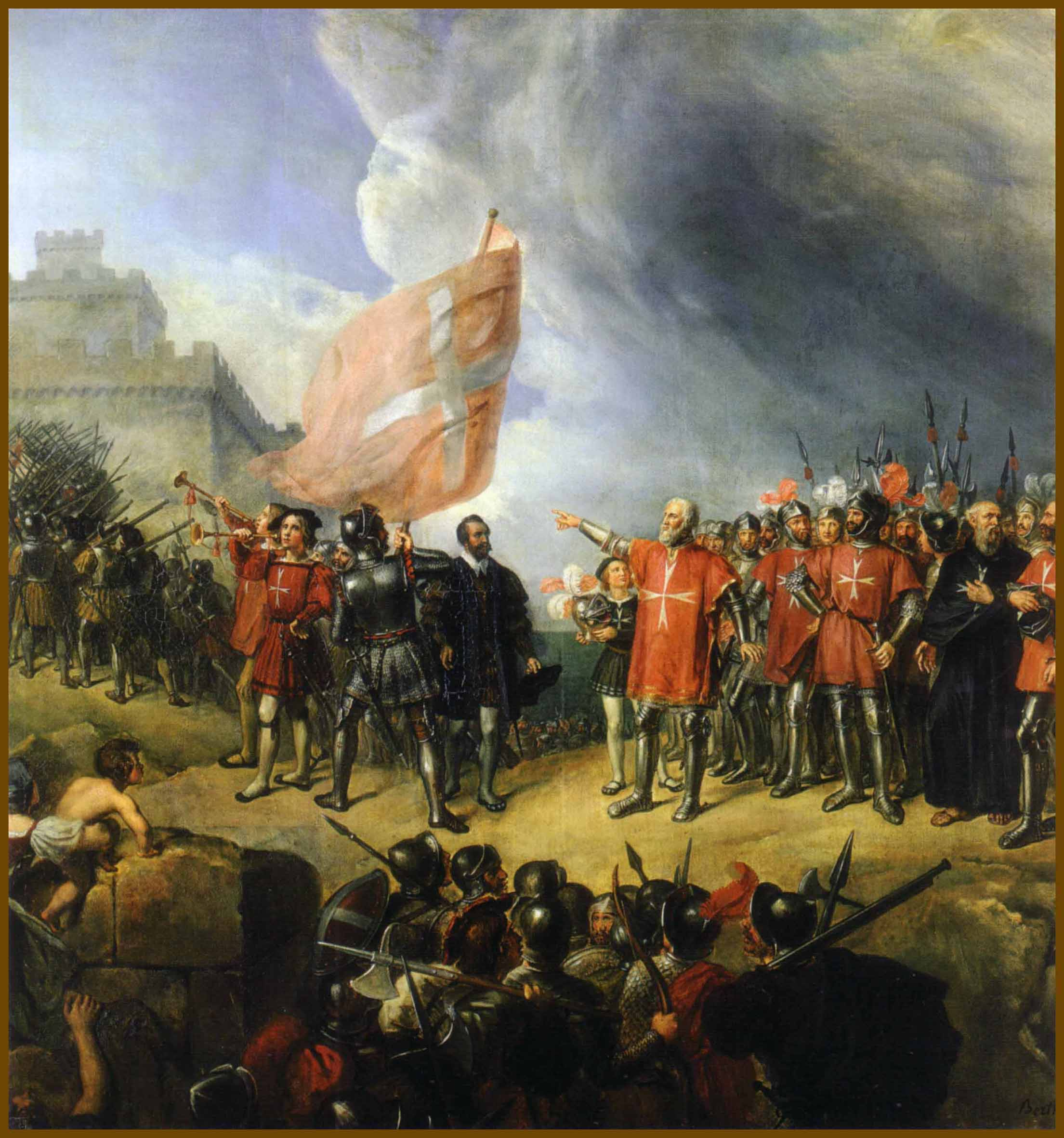
Prise de possession de Malte par les Hospitaliers

La Reconquista de la péninsule Ibérique se termine le 2 janvier 1492 par la reddition de Grenade par le roi nasride Boabdil. Vaincu, il signe un traité et livre la ville au roi Ferdinand d’Aragon et à la reine Isabelle de Castille.
Pour conforter leur reconquête territoriale face aux Maghrébins, les rois espagnols n'ont de cesse de vouloir contrôler la côte maghrébine. Les Portugais s'étaient déjà emparés de Ceuta en 1415, de Tanger en 1471. Les Espagnols s'emparent de Melilla en 1497, de Mers el-Kébir en 1505, d’Oran en 1509, de Bougie, de Tripoli et el Peñón de Argel en 1510 mais échouent devant Djerba la même année. Ils s'installent à Honein en 1531, à La Goulette, Bizerte, Africa et Bône en 1535. Ils ont installé l'ordre de Saint-Jean de Jérusalem à Tripoli et à Malte en 1530 et rétabli leurs alliés à Tunis en 1535. Ils possèdent donc des ports sur toute la côte barbaresque à l'exception d'Alger depuis qu'ils ont perdu el Peñón de Argel en 1529. De la Reconquista à la bataille de Lépante, en passant par les expéditions au Maghreb, ce serait « une dernière lame de fond des croisades, ».
En Méditerranée, la piraterie, qui n'est pas que barbaresque, est le fait de marins sans foi, de renégats sans pays, tous capitaines de navire qui gagnent ou perdent leur vie à la pointe de leurs sabres. Les routes de commerce entre toutes les rives de la Méditerranée sont innombrables comme les besoins en marchandises de toutes sortes. Des représentations, des blancs-seings, des sauf-conduits se jouent des souverainetés et des religions. Les pirates trouvent sur toutes les côtes de la Méditerranée des repaires inexpugnables sur des îles perdues, au fond des criques sauvages, dans des ports sous contrôle. Des complicités de puissants locaux, l'appui de leurs clientèles, la barbarie de leurs mœurs se jouent des souverainetés et des religions. Quand ils sont faits prisonniers, des marchands et leurs obligés, payent rançon, sont tenus en otages ou vendus en esclavage ou, s'ils n'ont pas de valeur par eux-mêmes, simplement exécutés sans scrupule ni remords. Seuls comptent les bénéfices des marchands ou les prises des pirates. À partir de 1516 avec les Barberousse, « commence alors la dure, sanglante, inexpiable conquête des royaumes des Maures par les Turcs, leurs janissaires et leurs corsaires. Cette entreprise (fit) de la course [...] une entreprise d’État, décidée et encouragée par le sultan [...] Tout se décidait à Constantinople, à la cour ou au harem. »
En Méditerranée orientale, la police maritime est assurée par l'ordre de Saint-Jean de Jérusalem à partir de leurs possessions rhodiennes. Depuis la perte de la Terre sainte, Rhodes est en ce XVIe siècle le seul territoire héritier des croisades. La flotte de La Religion mène une guerre de course, d'abord contre les pirates turcs, puis contre les corsaires ottomans. Les Hospitaliers font face en 1440 puis en 1444, au sultan d'Égypte, mais les chevaliers repoussent ces deux attaques. En 1480, le siège est mis autour de Rhodes et le grand maître Pierre d'Aubusson repousse à trois reprises l'assaut des troupes de Mesih Pacha, ancien prince byzantin converti à l'Islam. Le siège décisif a lieu en 1522 lorsque Soliman le Magnifique assiège pendant cinq mois Rhodes et expulse l'Ordre le 1er janvier 1523,.
Si Charles Quint fait la paix avec Soliman en 1530, il renforce ses positions par deux décisions importantes pour le contrôle de la Méditerranée : il cède, en 1530, Tripoli et l'archipel maltais à l'ordre de Saint-Jean de Jérusalem pour que celui-ci puisse continuer ses contre-courses contre les Barbaresques et les Ottomans ; il intervient pour préserver la dynastie hafside de Tunis en redonnant Tunis en suzeraineté à Abû `Abd Allâh Muhammad V al-Hasan en 1535 et pour conforter sa position, il occupe La Goulette, Bizerte, Africa et Bône. Cette victoire personnelle de Charles Quint sur Khayr ad-Din Barberousse, donné un moment pour mort, ce qui empêche Charles Quint de le poursuivre jusqu'à Alger, lui fait sous-estimer les ressources de cet allié de Soliman.
Enfin il faut aussi prendre en compte la situation maghrébine à cette époque. Cette zone géographique, coincée entre le désert et la mer, cumule de graves lacunes : la sécheresse, le manque de mise en valeur des terres, l'extension de l'élevage pastoral rétrécit la culture sédentaire, mais aussi l'agressivité des nomades, le déclin démographique, les famines et les épidémies, et aussi le détournement des circuits commerciaux hors du Maghreb. Cela a pour conséquence la faiblesse de l'État, de l'armée et de l'administration.

### Trois puissances s'affrontent en Méditerranée

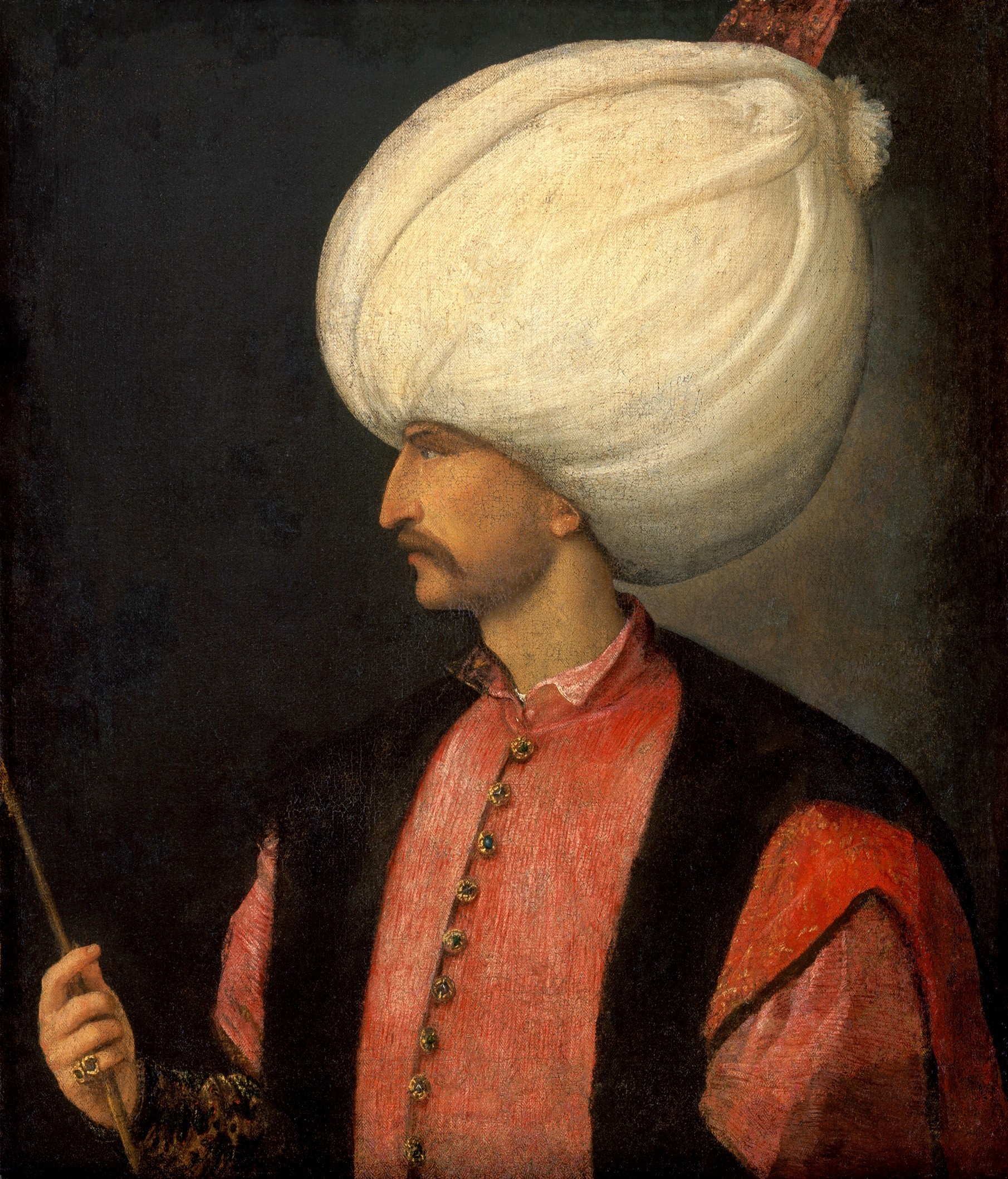
Soliman le Magnifique
par Titien

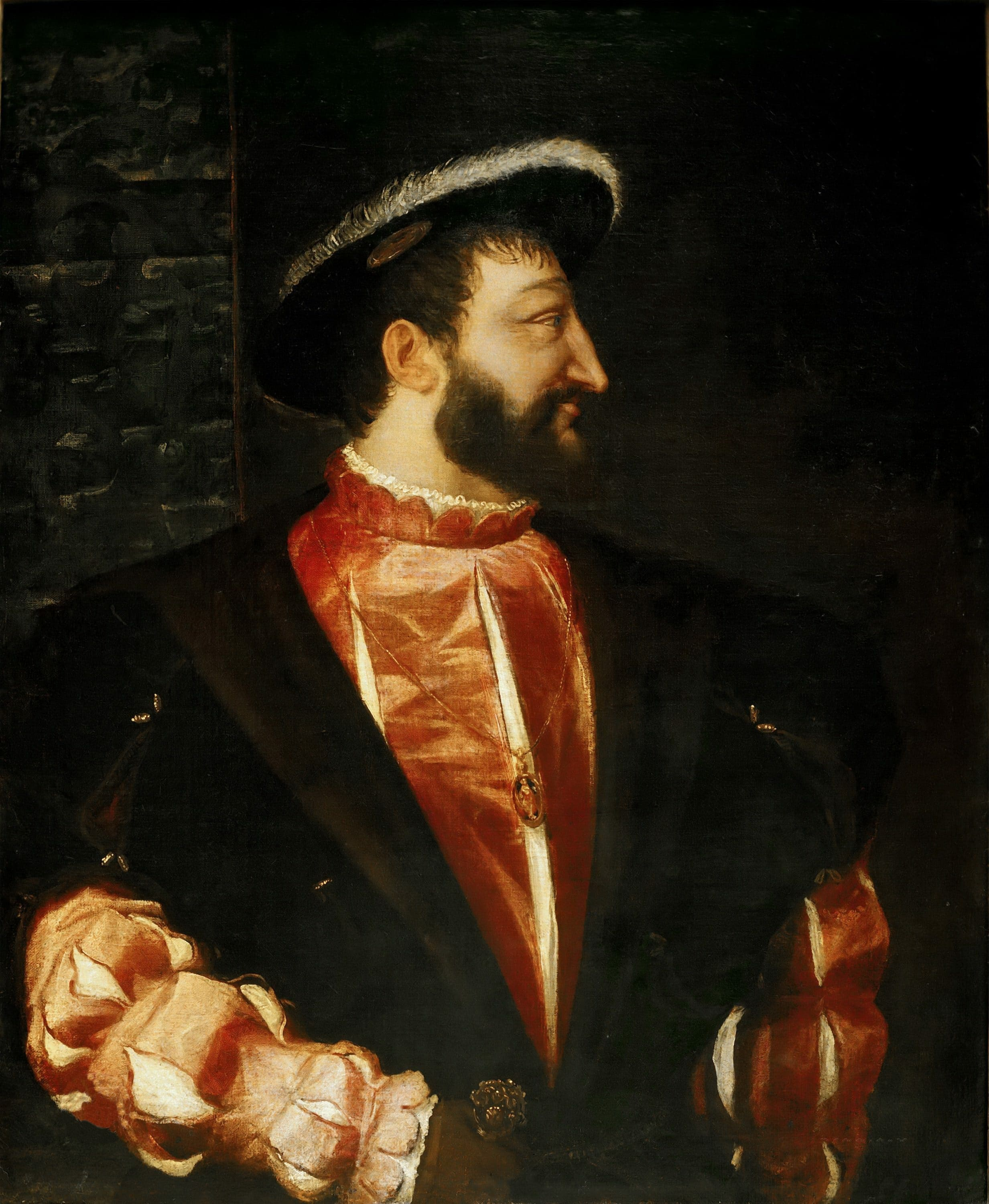
François 1er par Titien

En Méditerranée occidentale, trois puissances s'affrontent sur fond de piraterie barbaresque : François Ier devient roi de France en 1515 ; Charles Quint, petit-fils des Rois catholiques d'Espagne, devient, conjointement avec sa mère Jeanne de Castille, roi des Espagnes en 1516 et empereur du Saint-Empire en 1519 ; enfin Soliman le Magnifique devient le 10e sultan de l'empire ottoman en 1520.
Le roi de France cherche d'abord la neutralité, dans les affaires italiennes, d'Henri VIII d'Angleterre et de Charles de Habsbourg futur Charles Quint sans pouvoir l'obtenir. François Ier est vainqueur à la bataille de Marignan et défait et prisonnier de Charles Quint à la bataille de Pavie en 1525. Il est en compétition avec Charles Quint pour la couronne du Saint-Empire. La France et le Saint-Empire romain germanique s'opposent pour la possession, pour l'une, du duché de Milan, pour l'autre, du duché de Bourgogne. Finalement la France se fait l'alliée des Ottomans en obtenant en 1536 des privilèges commerciaux, les « Capitulations ».
Charles Quint et Soliman s'affrontent sur deux fronts : territorialement en Europe centrale, en 1526, les Ottomans défont les Hongrois à la bataille de Mohács et s'emparent de Budapest mais échouent devant Vienne en 1529 ; et aussi pour le contrôle de la Méditerranée occidentale, les Espagnols veulent préserver le commerce maritime face aux actes de piraterie des Barbaresques qui inscrivent leurs actions dans le cadre de l'expansion de l'Empire ottoman dès les premières années du XVIe siècle. En 1531, le Génois Andrea Doria qui a quitté François Ier pour Charles Quint, attaque Cherchell et les Espagnols se rendent maîtres de Honein.

### La Ligue de Nice

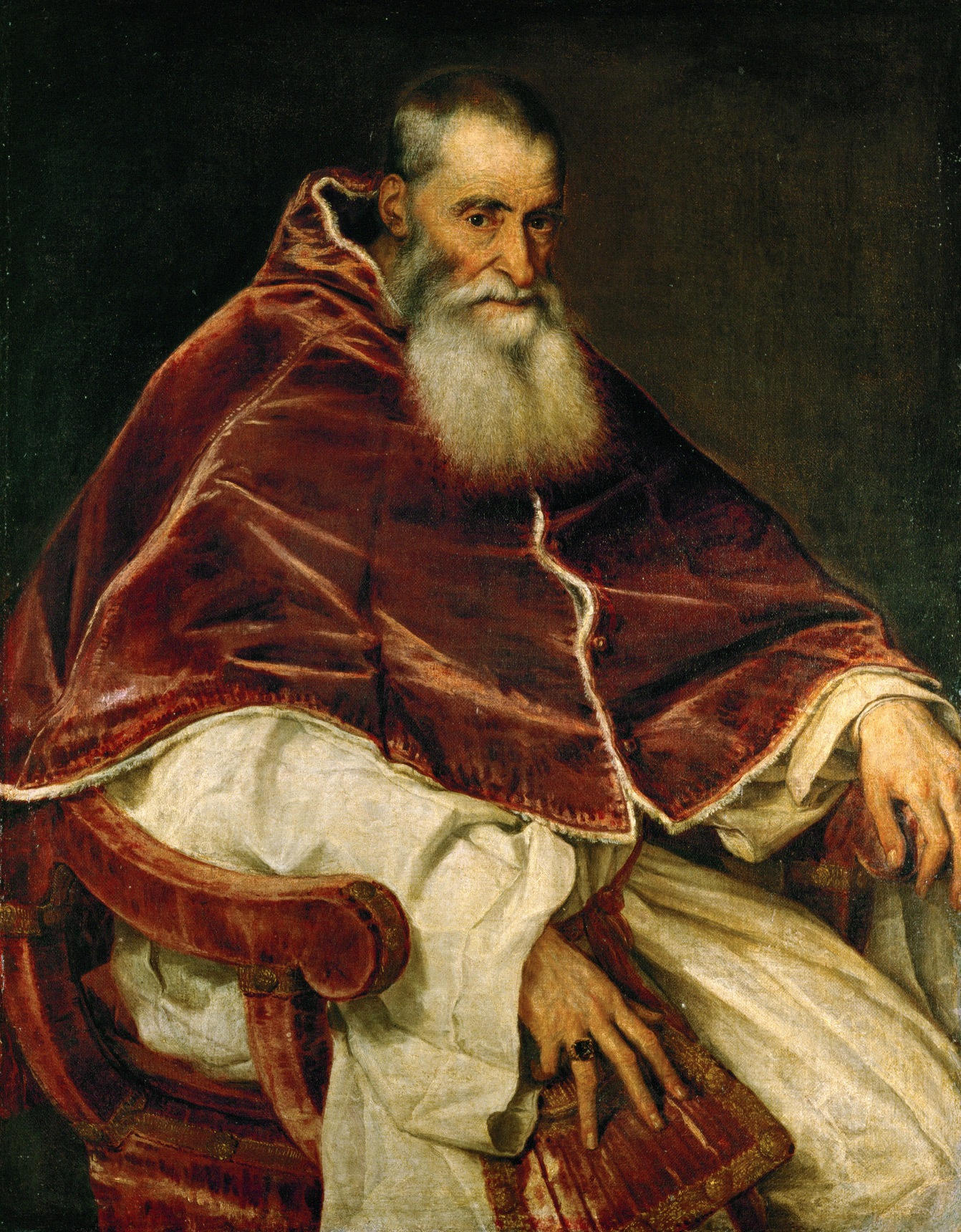
Le pape Paul III par Titien

Le doge Andrea Gritti
par Titien

En mer Adriatique, confrontée aux deux empires après l'avoir été à la république de Gênes, la république de Venise tente de préserver sa puissance économique. Les comptoirs vénitiens s'étendent du nord et de l'est de la mer Adriatique, que la Sérénissime nomme le golfe de Venise, à la mer Égée et à l'île de Candie jusqu'à la mer Noire. Si la République perd Négroponte en 1470, elle acquiert le royaume de Chypre en 1489. Devant la montée des prises en mer, la République impute sur ses profits la construction d'une flotte de galères et de « coques de guerre » pour faire face aux Ottomans. Après une période de mutuelle réserve, pendant lequel les Portugais, les Espagnols, les Français, les Hongrois et les Hospitaliers sont incapables de s'entendre et laissent seule Venise face à la défaite en 1501.
En 1529, la république de Venise entre en guerre contre l'Empire ottoman. Cela engage alors le pape Paul III à créer, en 1538, la Ligue de Nice qui réunit aux forces temporelles du pape celles des républiques de Venise et de Gênes, du Portugal, du Saint Empire et de l'Ordre de Saint-Jean de Jérusalem sous le commandement de l'amiral génois Andrea Doria au service du Saint Empire. La défaite de Préveza en 1538 désorganise la Ligue malgré la prise de Castelnuevo. Venise en revendique la possession, refusée par Charles Quint, Venise retire sa flotte et de plus Andrea Doria abandonne trop facilement la partie. Les Vénitiens résignés signent en 1540 la paix avec les Ottomans et les dédommagent des frais de guerre mais préservent leur commerce.

### Diplomatie

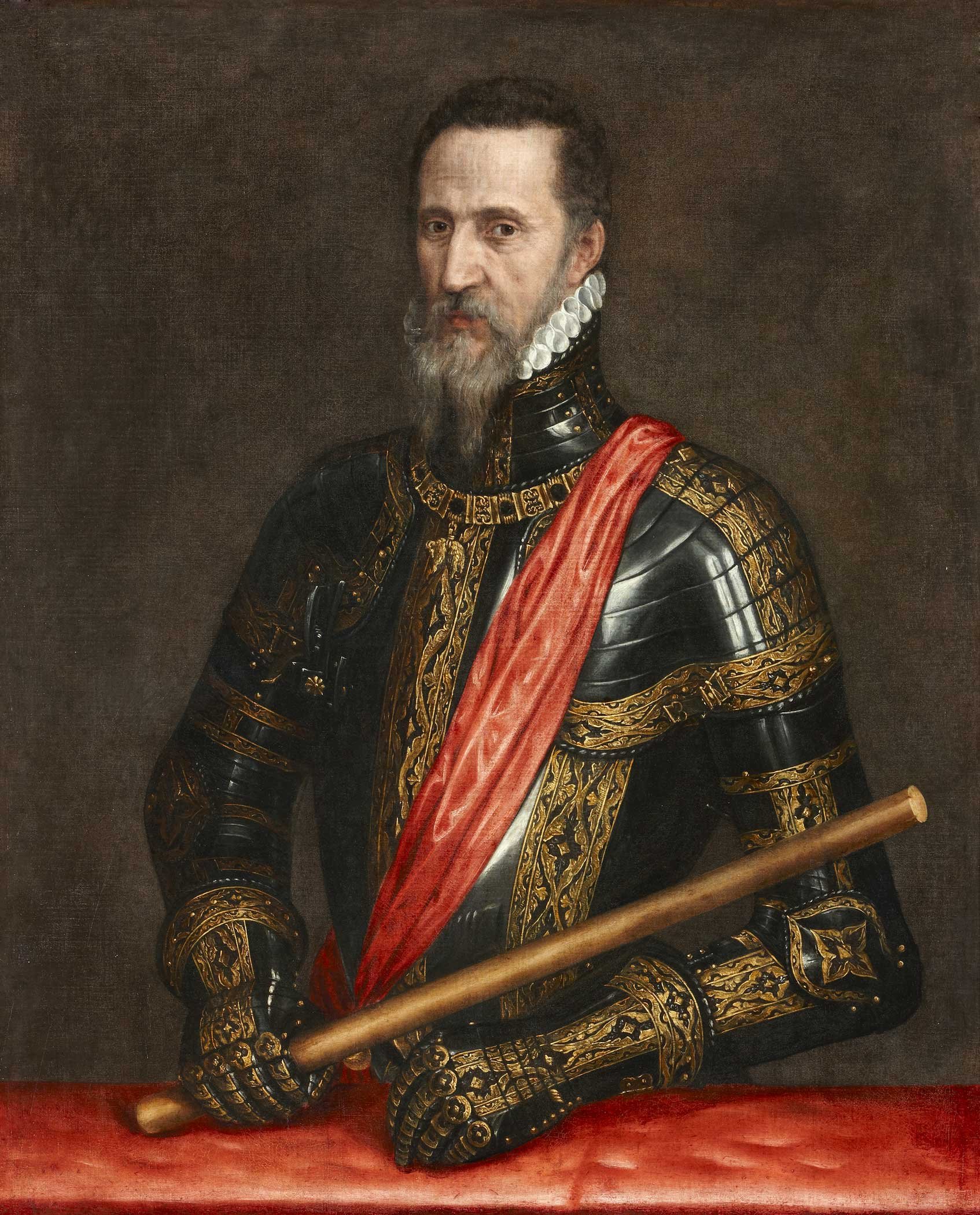
Duc d'Albe par Titien

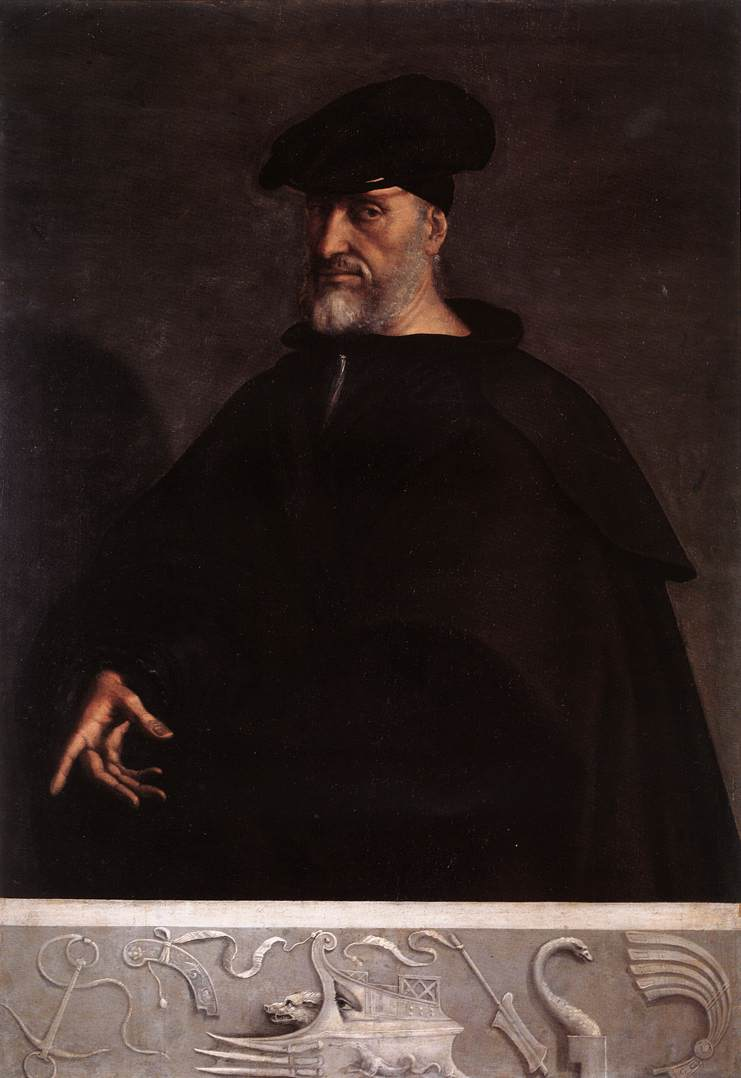
Andrea Doria
par Sebastiano del Piombo

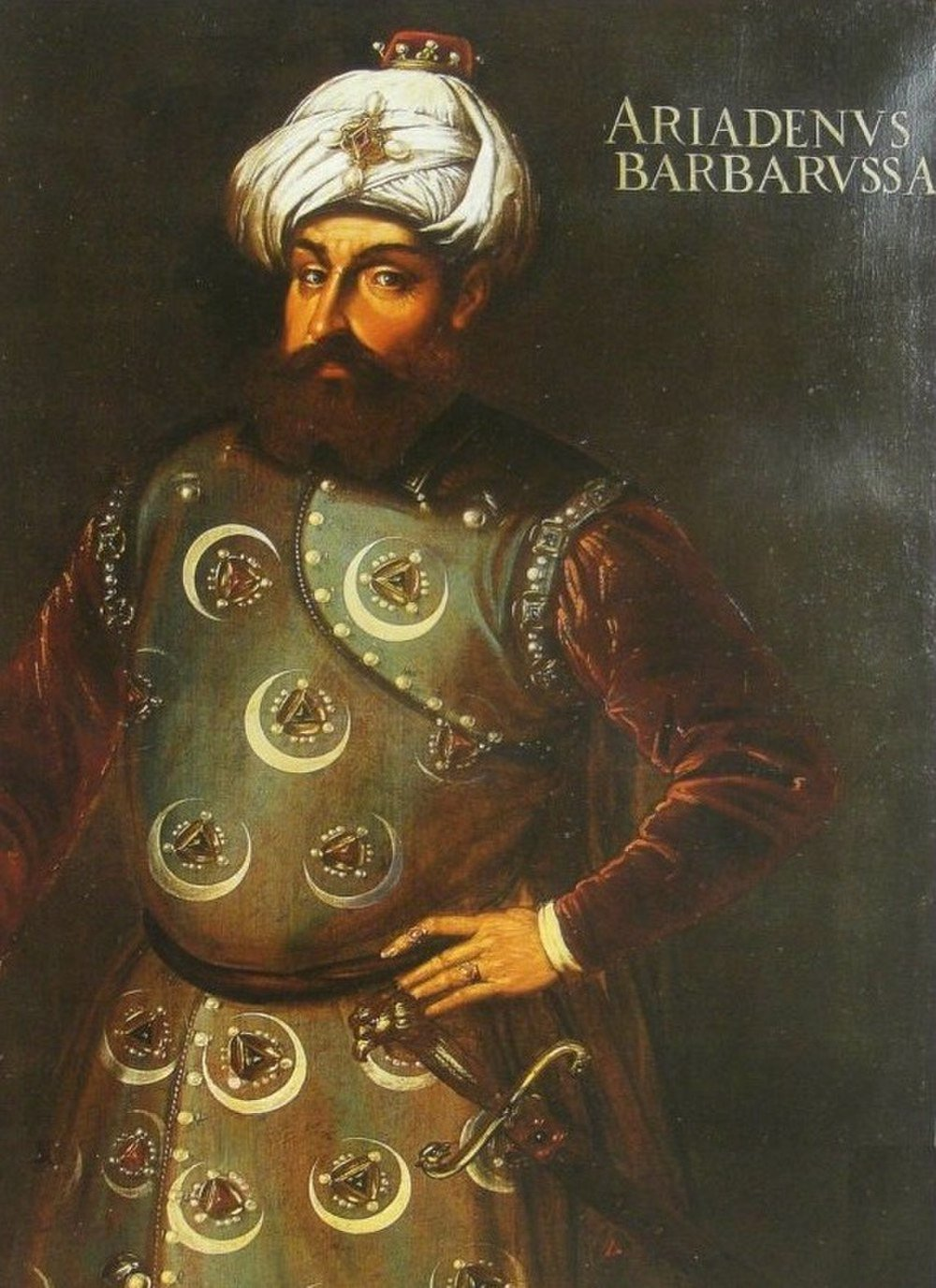
Khayr ad-Din Barberousse

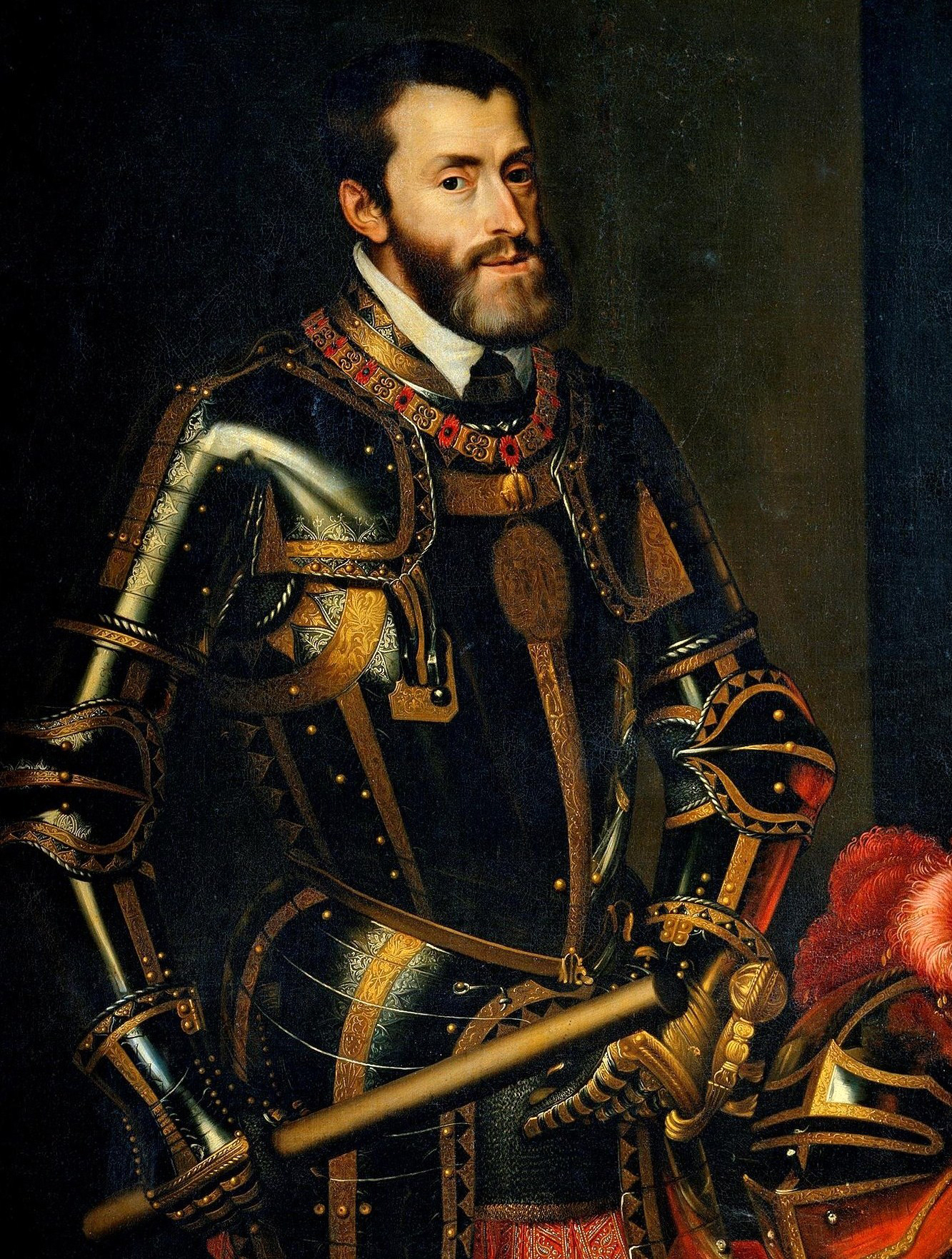
Charles Quint par Titien

La montée en puissance des frères Barberousse et de la piraterie barbaresque à partir d'Alger pose problème à Charles Quint. C'est alors que l'empereur pense à soumettre Barberousse en réduisant Alger, le port de piraterie le plus actif de la côte maghrébine, et de mettre fin à l'expansion ottomane ; à défaut de toucher Constantinople, il s'attaque au plus proche conseiller du sultan. L'expédition d'Alger se situe dans un vaste contexte diplomatique.
Les premiers historiens à faire la relation de cette expédition sur Alger se sont tous posés la question du choix de la période fixée par Charles Quint pour une aussi lourde opération militaire. Mettre à la mer, au début de la mauvaise saison, une flotte aussi importante de navires de charge, qui ne tiennent pas aussi bien la mer que les galères, est par bien des aspects incompréhensible de la part d'un marin éprouvé comme le prince de Melfi (en), Andrea Doria, comme le fait d'accumuler autant de bâtiments sur une côte sans abri que les vents de nord-est rendent très dangereuse. Ne pas mettre à terre tous les moyens de guerre à disposition, vêtements, vivres, tentes, artillerie de siège, quand l'état de la mer le permettait est tout aussi incompréhensible de la part d'un militaire expérimenté comme Charles Quint. Lancer des attaques de façon si imprudente, sans préparation, sans garder de réserves, en laissant les cavaliers arabes venir sur les arrières est encore plus incompréhensible de la part d'hommes de guerre comme le duc d'Albe, Ferdinand Alvare de Tolède, l'hospitalier, Camille Colonna, ou le conquistador Fernando Cortez. Comment a pu être pris le parti d'étendre sur une aussi longue ligne les forces autour d'Alger. Tout cela fait écrire à Sander-Rang et Denis, cités par Grammont, « La constance avec laquelle il [Charles Quint] persista dans son entreprise paraîtra toujours une chose fort étrange ; c'est que, selon toute probabilité, on n'en a jamais bien connu le véritable motif. »
Charles Quint sait que Khayr ad-Din Barberousse s'est volontairement placé sous la dépendance des Ottomans pour avoir l'appui des janissaires et ainsi maintenir ses possessions autour d'Alger. En effet, à la suite de la tentative de l'Empire espagnol de prendre Alger en 1518, Khayr ad-Din prend conscience de la nécessité de s'appuyer sur l'aide ottomane.
Depuis la conquête de Tunis en 1535, où Charles Quint en personne a défait Barberousse, il envisage un retournement d'alliance. Dès 1538, il entreprend des discussions secrètes avec Khayr ad-Din. Charles Quint confie ses négociations au prince de Malfi qui utilise Alonso de Alarcon, puis le capitaine Vergara et enfin le docteur Romero. Il s'agissait d'affaiblir la Sublime Porte en aidant Khayr ad-Din à se rendre seul maître de la Barbarie à l'est comme à l'ouest avec l'appui des forces espagnoles et en restant en possession d'une grande partie de la flotte ottomane et de ses capitaines les plus expérimentés fidèles à Barberousse. Charles Quint laissait miroiter qu'il pourrait rendre ses places et ports en échange d'une déclaration apparente de vassalité, de sa neutralité maritime et du versement d'un faible tribut. En fait Charles Quint n'avait aucune intention de soutenir Barberousse, il l'aurait abandonné à son triste sort, il cherchait seulement à affaiblir les Ottomans et à contrôler Alger, comme il l'avait fait avec Tunis, en profitant des guerres intestines.
Khayr ad-Din négocie pendant deux ans avec les émissaires de Doria, discutant point par point de tous les détails, marchandant ceci, négociant cela, concédant ici, refusant là et certainement échangeant des présents et des bons gages. Le 2 décembre 1539, Doria écrit à Charles Quint « Barbe rousse a le plus vif désir de complaire et d'être le perpétuel serviteur de Votre Magesté. » Mais c'était un mauvais calcul, c'était oublier qu'Alger n'existe et ne vit que de la guerre de course et le commerce espagnol représente le gros du trafic entre les rives ouest et est du bassin occidental de la Méditerranée. En fait Khayr ad-Din se jouait des émissaires, il tenait régulièrement au fait le sultan, lui transmettant tous les documents, toutes les lettres. Ce n'est qu'en 1540, que le docteur Romero adresse une lettre à Doria pour l'informer du double jeu de Barberousse.
Si les relations sont alors rompues avec Barberousse, elles reprennent par l'entremise du gouverneur d'Oran, le comte d'Alcaudete, avec Hassan Agha, un Sarde, enlevé enfant par Khayr ad-Din Barberousse, qui en fait son successeur comme gouverneur d'Alger quand il part à Constantinople en 1533.
C'est un fidèle d'Hasan, un certain Marzo, qui assure la liaison entre les deux hommes. S'il reste quelques lettres, dont certaines datent d'après l'expédition, ce qui prouverait que l'échec de l'expédition d'Alger n'a pas détourné Charles Quint de son objectif, elles ne donnent pas le détail de ces négociations. Toujours est-il que certains faits trouvent ainsi leurs explications. L'empereur négociait bien avec Hasan et comptait plus sur un déploiement de forces que sur une guerre de siège ; il avait autorisé des femmes à monter à bord des navires comme pour assister à la parade militaire de leurs maris. Il ne débarque pas toutes ses forces et envoie aussitôt un émissaire, le chevalier Don Lorenzo Manuel, auprès de Hasan. Les historiens ne trouvent pas d'explication au fait qu'Hasan, connaissant l'éminence de l'expédition, a dégarni la défense d'Alger en envoyant vers l'ouest la majeure partie des janissaires, ne gardant auprès de lui que 800 de ceux-ci. Il est aussi fait mention, dans diverses relations des faits, que Charles Quint aurait reçu, en pleine nuit d'orage et de tempête, un émissaire d'Hassan, soit, les versions divergent, lui demandant de laisser libre un passage pour que les occupants d'Alger puissent gagner l'arrière-pays, soit que les circonstances, la tempête et la mobilisation réussie des Algérois par le caïd Mehemed, juif espagnol renégat, futur roi de Tagora, ne permettait plus de livrer Alger à l'empereur. En fait ce qui devait être une simple démonstration de force se transforme en pleine tempête en véritable expédition guerrière, mal préparée, mal exécutée.

#### Les Koukous

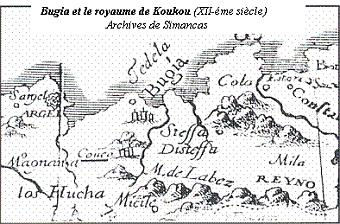
Carte du royaume de Koukou (Couco) et du royaume des Beni Abbès (Labez) selon carte espagnole du XVIe siècle, conservée aux archives de Simancas.

Les populations kabyles se repartissent entre trois groupes politiques : la principauté des Béni Djubar (ca) (la région littorale à l'est de Bougie) ; le royaume des Béni Abbès (une partis de la Kabylie des Babors) ; le royaume de Koukou (la plus grande partie de la Kabylie de Djurdjura).
C'est à la fin du XIVe siècle que l'installation des Koukous dans la vallée du Sebaou remonte. Le fondateur de la dynastie, Sidi Ahmed ou el Kadhi, a une origine incertaine reposant sur une généalogie légendaire : il est tantôt donné comme descendant des Idrissides de Fès ou comme un haut fonctionnaire du sultanat hafside de Tunis. La capitale, lieu du pouvoir, est Aït Yahia un gros bourg de 1 600 habitants riche en fontaines et en vergers, entourée d'une longue muraille bastionnée ouverte de trois porte, située au sommet d'un mamelon. La région est riche en bétail et en orge, en salpêtre, en gisement de fer, elle possède de bons ouvriers capables de fabriquer des lances et des épées. Il dispose, sous ses ordres, de 5 000 soldats arquebusiers et de 1 500 cavaliers. 
Ils veulent comme allié l'Espagne pour combattre les Turcs d'Alger. Ils envoient un émissaire, en 1532, auprès de l'impératrice, la reine Isabelle. Ils proposent de fournir 10 000 cavaliers et 10 000 soldats. Ils seraient disposés à attaquer la ville d'Alger par la terre et à fournir des vivres. Ils attendent en contrepartie que les Espagnols reconstruisent la forteresse du peñon d'Alger et s'interdisent de résider dans Alger repris.
Les Koukous (ou Koukos) prennent une place importante dans le dispositif de Charles Quint. Les négociations ont duré plusieurs années sans jamais aboutir. Les transactions diplomatiques reprennent peu de temps avant l'expédition de Charles Quint. Le roi des Koukous envoie une lettre à l'empereur avec forte insistance, il compte bien sur une alliance effective : il dit regretter la lenteur de Charles Quint et la lettre se termine de façon très pressante, il désire la venue en personne de Charles Quint et le plus vite possible. Il est possible que cette lettre n'ait été qu'une manœuvre afin d'attirer Charles Quint car il n'est pas venu l'accueillir lors du débarquement avec les troupes promises et devant les difficultés de l'empereur, il fait demi-tour « avec les 2 000 hommes pourvus d'armes à feu et une nombreuse cavalerie » et rentre chez lui sans engager ses troupes.

## Expédition

### Chronologie de l'expédition
La chronologie de l'expédition est reprise de celle reconstituée par Daniel Nordman.
- 18 octobre 1541 : départ de l'expédition de Majorque ;
- 19 octobre : arrivée de l'expédition en vue d'Alger ;
- 20 octobre : à 7 h, la flotte est dans la rade d'Alger. À 15 h la mer grossit, la flotte de Charles Quint va s'abriter vers le cap Matifou et la flotte espagnole au cap Caxine ;
- 21 octobre : la flotte reste à l'abri ;
- 22 octobre : la flotte toujours à l'abri mais reconnaissance de la plage et approvisionnement en eau ;
- 23 octobre : retour de la flotte espagnole, débarquement des troupes espagnoles, puis italiennes et allemandes (Charles Quint est à terre à 9 h). Installation du camp à Hamma. Attaque de nuit des Algérois ;
- 24 octobre : installation du quartier général de Charles Quint au Koudiat es-Saboun. Début des combats. La tempête se lève vers 21 h ;
- 25 octobre : tempête, sortie des Algérois, combat de Ras Tafoura. La tempête augmente de puissance détruisant une partie de la flotte avec provisions et matériel de guerre, le reste va s'abriter au cap Matifou ;
- 26 octobre : la tempête dure, Charles Quint est sur le rivage, la retraite est décidée (les chevaux sont abattus) le long de la mer jusqu'à l'oued Knis ;
- 27 octobre : retraite jusqu'à l'oued El-Harrach ;
- 28 octobre : traversée de l'oued qui déborde ;
- 29 octobre : la retraite se poursuit jusqu'au cap Matifou et rassemblement des forces ;
- 30 octobre : reconstitution des forces avec mise au repos, conseil de guerre et réparation de la flotte ;
- 31 octobre : début du rembarquement des troupes italiennes ;
- 1er novembre : rembarquement de Charles Quint et des troupes allemandes ;
- 2 novembre : rembarquement des troupes espagnoles. La mer grossit de nouveau ;
- 3 novembre : navigation dans la tempête ;
- 4 novembre : débarquement de Charles Quint à Bougie. Dispersion des restes de la flotte d'expédition pour l'Espagne, Majorque et la Sardaigne ;
- 5 novembre : arrivée des cinq derniers bateaux à Bougie.

### Les préparatifs

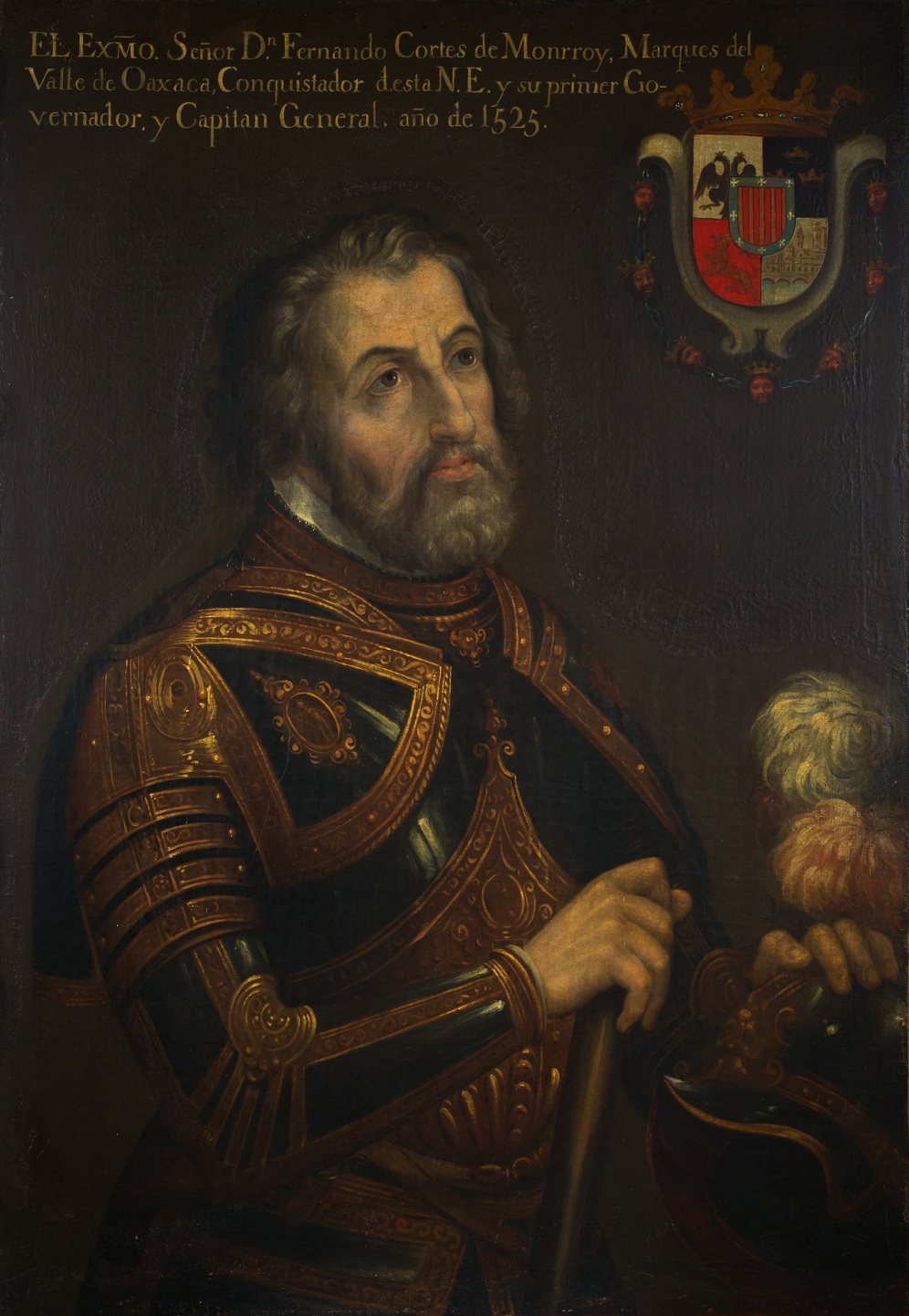
Hernán Cortés

Charles Quint, « le souverain itinérant », a parcouru en 1541, L'Allemagne et l'Italie : Spire, Heidelberg, Nuremberg, Ratisbonne, le 12 juillet 1541, il est à la diète, Munich, Innsbruck, Trente, Milan, Pavie, Gênes, La Spezia, Lucques, Porto Venere. À Ratisbonne, l'empereur apprend que les Turcs viennent de débarquer sur les côtes d'Italie. Son frère Maximilien II reste à la surveillance de la frontière de Hongrie. Charles, bloqué à Lucques par de mauvais vents, rencontre le pape Paul III les 10 et 11 septembre et l'informe de son intention de partir en expédition contre Alger. Tous ceux, informés de ses intentions, pape y compris, lui déconseillent une expédition tardive dans la saison, mais pour des raisons qui lui sont propres (voir ci-dessus Diplomatie), il persévère dans son action.
Charles Quint confie l'armée de terre à Ferdinand de Gonzague, vice-roi de Sicile, avec le titre de capitaine général et nomme Andrea Doria chef de la flotte. Participent à l'expédition, le duc d'Albe, Ferdinand Alvare de Tolède, Camille Colonna, neveu du pape, Hernán Cortés, conquistador de l'Empire aztèque et l'Hospitalier Nicolas Durand de Villegagnon.
Passant par la Corse, la Sardaigne et Majorque, Charles Quint rassemble ses forces, réunissant les flottes de Gênes, de Naples, de l'ordre de Saint-Jean de Jérusalem, qui transportent les troupes venues d'Espagne et des Pays-Bas.

### Les forces en présence
Un tableau dressé par Sander Rang et Denis confirme les données générales dont on peut disposer mais ne lève pas toutes les incertitudes. La flotte se décomposent comme suit: 2 galères pour Monaco, 2 galères pour le marquis de Terra-Nova, 2 galères pour le vicomte de Cigala, 4 galères papales, 4 galères hospitalières, 4 autres pour la Sicile, 5 pour Naples, 6 pour Antoine Doria, 7 pour Fernand de Gonzague, 14 pour Andréa Doria et 15 pour} l'Esagne, soit un total de 65 galères. En bateaux de transport : 200 à l'Espagne, 150 à Fernand de Gonzague, 100 à La Spezia et 1 aux Hospitaliers, soit un total de 451 bâtiments de transport à voiles carrées ou latines. Ils sont montés par 12 330 hommes (estimation) qui se répartissent comme ceci : 3 250 soldats des galères (50 par galères), 4 500 chiourmes des galères (70 par galères), 4 500 hommes d'équipage (10 par navires, l'un dans l'autre en fonction de la taille) et 80 marins hospitaliers qui sont commandés par Andrea Doria ; le Duc d'Albe dirige les troupes de débarquement, 23 900 hommes dont : 200 gardes de la maison de l'empereur, 150 nobles, 150 chevaliers de Malte, 6 000 Allemands, 6 000 Espagnols et Siciliens, et 5 000 Italiens, 3 000 aventuriers, 500 soldats maltais, 400 hommes d'armes espagnols et 400 domestiques appuyés par 2 100 cavaliers dont 1 000 d'Italie, 400 d'Espagne et 700 ginètes qui doivent être renforcés par 2 000 Kabyles  de Koukou, hostiles aux Turcs d'Alger, mais qui font qui défection au dernier moment.
Hassan Agha ne dispose pour défendre la ville que de 3 000 Turcs ou que de 800 janissaires (il a envoyé dans l'arrière-pays au moins 700 janissaires) et de 600 cavaliers kabyles. Il a aussi à sa disposition « un faible contingent d'habitants de la région. » Suivant une autre source, la défense de la ville n’excède pas les 6 000 hommes dont 800 des 1 500 janissaires et 5 000 Maures.

### La bataille

Charles Quint à la bataille de Muehlberg, par Titien

Une fois rassemblée à Majorque, la flotte reçoit l'ordre de départ le 18 octobre. En deux jours de mer, elle arrive à 7 h du matin en vue d'Alger. L'empereur constate que les bateaux arrivés avant lui ont jeté l'ancre au nord-ouest d'Alger. Il envoie 12 bateaux explorer le site pour trouver un site à l'abri des vents, il passe lui-même à l'est de la ville et attend les bateaux de transport. Le 19 octobre, la flotte est devant Alger ; les Algérois, ayant aperçu la flotte, se préparent à la défense. Le beylerbey Hassan Agha (seigneur Hassan en turc) commandant Alger, en l'absence de Barberousse, réunit les principaux habitants de la ville, les gens de loi, les imams des mosquées, l'ordre des Janissaires et les chefs des zaviés à se rendre à l’hôtel du gouvernement qui est le palais de la Jenina, et sous un ton énergique les motive au combat.
Avec la mer qui commence à se former, le débarquement est rendu difficile. Charles Quint va s’abriter jusqu'au samedi 22 avec la flotte de combat au cap Matifou et la flotte de transport au cap Caxine. Il envoie en reconnaissance Ferdinand de Gonzague pour repérer l'endroit le plus favorable et décide de débarquer, le dimanche 23 octobre, sur la plage de ce que sera Hussein Dey. À l'aube, l'armée se met en marche mais la progression est lente, Gonzague avec les Espagnols est en avant-garde, au centre l'empereur avec les Allemands et en arrière-garde les chevaliers de Malte avec les Italiens.
Charles Quint, comme il l'avait prévu lors de ces entretiens secrets, fait porter un message à Hassan Agha (le fait est reconnu par les deux parties) en le menaçant du sort de Tunis. Le parlementaire, Don Lorenzo Manuel, est reçu par Hassan avec un air enjoué mais avec hauteur et fermeté. Il rappelle, dans la lettre de réponse les échecs de Diego de Vera et de Hugo de Moncada. L'empereur ne peut donc plus attendre de l'aide des défenseurs d'Alger. Le débarquement des chevaux et de l'approvisionnement qui avaient été faits au ralenti ne peut plus s'accélérer, la mer grossit encore. Charles Quint ne peut plus compter sur une victoire rapide qui aurait ouvert Alger et lui aurait donné accès à des ressources locales. Il établit son camp à Hamma et passe une nuit tranquille malgré quelques escarmouches des Algérois.
Le lundi 24, les Espagnols sont sur les sommets des monts qui entourent Alger, les Allemands sont sur les versants, les Italiens sont dans la plaine bordant le rivage. L'empereur établit son camp au Koudiat es-Saboun (la colline du savon – en fait de la terre glaise). Charles Quint a pris possession du terrain pour tenir un siège en règle. Il dispose les canons qui ont pu être débarqués mais le temps, à partir de neuf heures du soir, se dégrade, la pluie, la grêle et le vent redoublent, la tempête va durer cinquante heures (plus de soixante pour Villegagnon). Les troupes ont débarqué sans le matériel de camp avec deux jours de nourriture afin d'être légers pour progresser plus facilement. Ils manquent de bois de chauffage. Les hommes prennent leur repos debout, appuyés sur leurs armes, ruisselants de pluie et soumis au vent perçant. Les mèches des arquebuses sont mouillées, seules les arbalètes peuvent encore servir. C'est le moment que choisissent les assiégés pour attaquer. Ils connaissent le terrain et tendent des embuscades dans lesquelles ils prennent l'avantage sur leurs assaillants qui ne peuvent même pas se servir des armes à feu, les mèches sont détrempées, inutilisables. Les troupes de Charles Quint sont prises au piège et le courage commence à les abandonner.

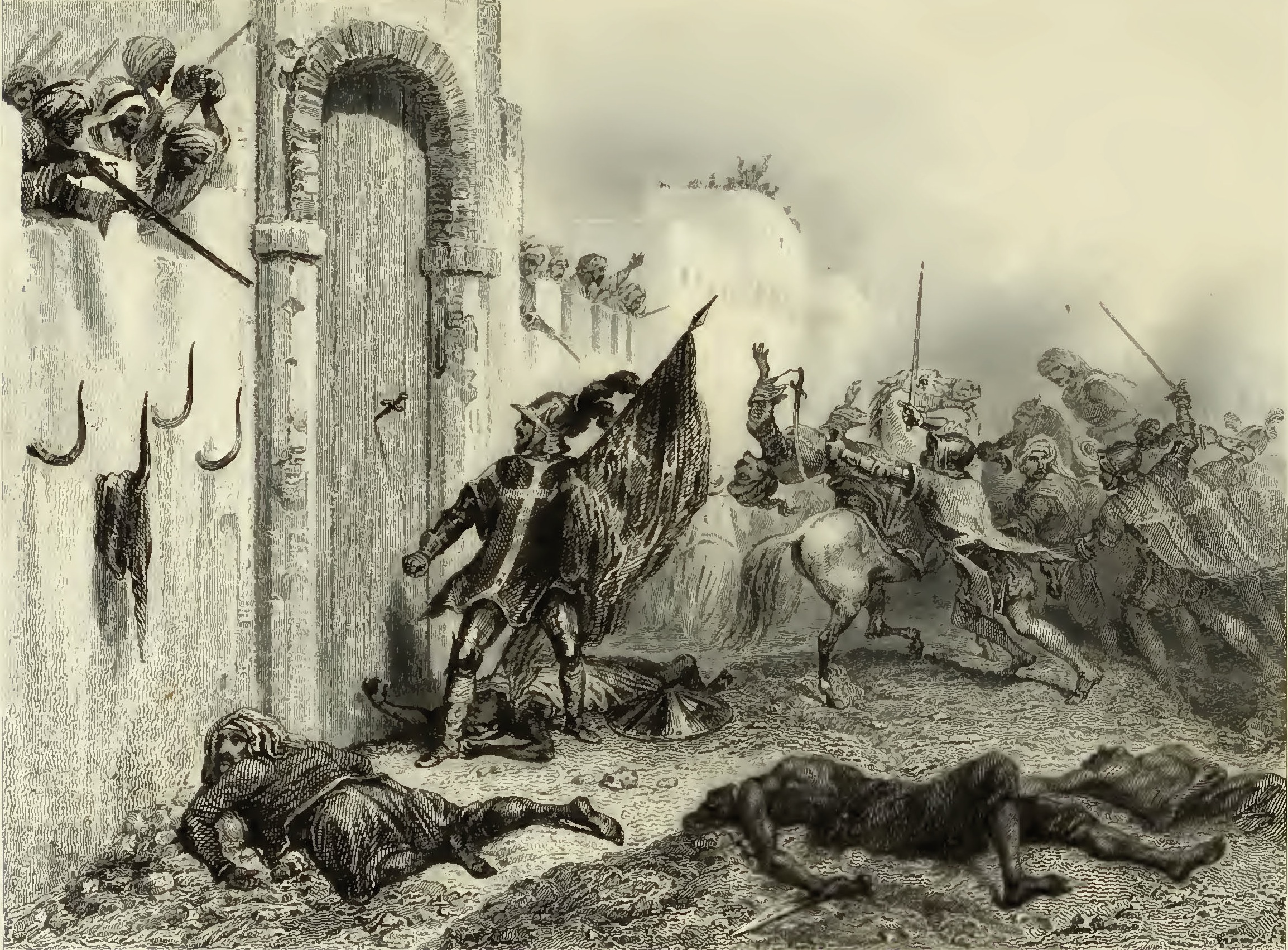
Le chevalier de Malte de la Langue de France Ponce de Balaguer, plante son poignard dans la porte de Bab-Azoun avant de tomber en criant : « Nous reviendrons ! »

Le mardi 25, toujours sous la pluie, le gros des troupes de Charles Quint s'affronte sous les murs d'Alger avec les défenseurs. Dès l'aube, Un groupe de cavaliers et de fantassins tombe sur un campement de Charles Quint, ils lancent des petits groupes de cavaliers pour attirer les Italiens. Les troupes de l'empereur sont taillées en pièces. Ils tentent de se ressaisir pour aller sus aux Algérois. Ceux-ci se retirent vers la ville mais ce n'est que feinte. Les troupes sont maintenant à l'intérieur de la ville quand les assiégés ferment les portes de Bab-Azoun. Et c'est à l'abri des murs qu'ils se débarrassent des assaillants pris au piège. Les chevaliers de Malte, sous les ordres du grand bailli d'Allemagne et général des galères de La Religion Georges Schilling, qui suivaient les assaillants, sont pris à partie par les défenseurs sous les murs de la ville. Ils reçoivent toutes sortes de projectiles et les Italiens prennent la fuite. L'empereur s'emporte et avec les Allemands dégage les chevaliers. Il court un grand danger mais galvanise les troupes. C'est un combat, sous la pluie, au corps à corps, à l'arme blanche. C'est là que se place l'exploit de Ponce de Balaguer, porte-drapeau de l'Ordre, surtout idéalisé après coup que sur l'instant. C'est aussi là qu'est grièvement blessé Villegagnon, il est blessé d'un coup de lance au bras gauche mais quand le cavalier fait faire une volte à son cheval pour le coup de grâce, il saute en croupe et poignarde son ennemi mais un peu plus tard il est de nouveau blessé d'un autre coup de lance au genou. Il se traine avec la lance dans le genou et, très grièvement blessé, est emmené loin du champ de bataille. Pendant ce temps, dans la baie, la flotte est en perdition. Des navires sont poussés à la côte par des lames monstrueuses, et hommes, vivres et matériels, qui auraient pu apporter du secours, sont coulés par le fond. Il ne reste plus qu'à Charles Quint qu'à se résoudre à lever le siège, sans matériels de guerre, il ne peut rien contre les coups de main des Algérois, et se « décide de reporter à l'été l'assaut de la ville ».

### La retraite
Andrea Doria fait parvenir une lettre à terre à l'empereur dans laquelle il lui conseille de rembarquer. Il l'attendrait avec les restes de la flotte au cap Matifou. Le mercredi 26, Charles Quint examine la situation, et le plus urgent est de redonner des forces à ses troupes mais toute la nourriture débarquée avait été consommée et se trouvait dans l'impossibilité de se réapprovisionner auprès de la flotte. Il prend donc la décision de faire tuer les chevaux d'artillerie puis rapidement les chevaux de guerre. Les soldats prennent le bois des bateaux jetés à la côte pour faire des feux. Une fois rassasiés, il ordonne à Ferdinand de Gonzague de mettre ses troupes en ordre de marche et de quitter le lieu d'un tel désastre. Ils adoptent toujours le même ordre de bataille, mais cette fois-ci, les uns derrière les autres ; devant Gonzague avec les Espagnols, au centre, l'empereur avec les Allemands et les blessés, à l'arrière les Italiens avec les chevaliers de Malte. Mais comme il pouvait le prévoir, les troupes étaient continuellement harcelées par la cavalerie ennemie, l'arrière-garde eut donc le renfort de tous les soldats équipés de cuirasses et armés d'une pique.

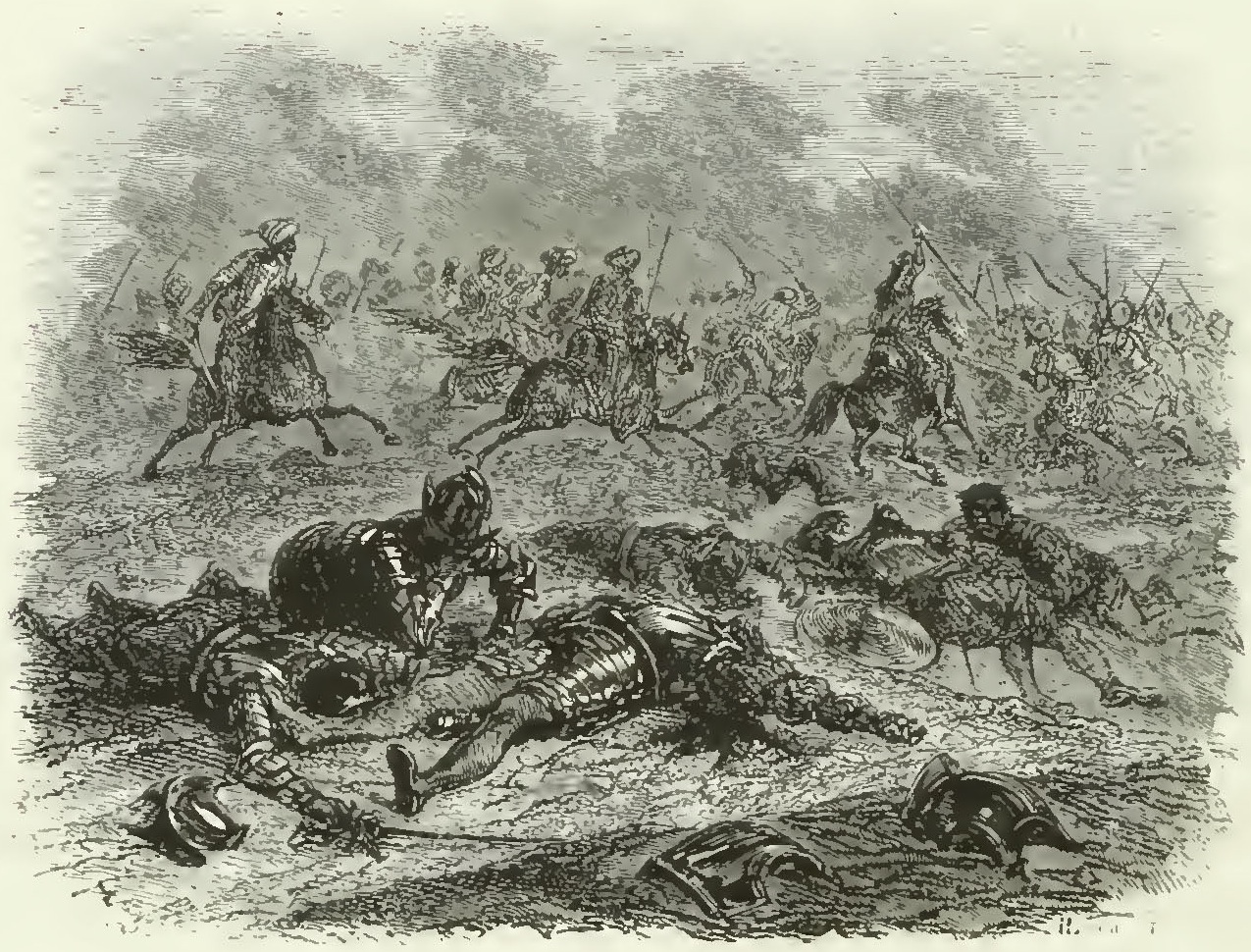
Le harcèlement des cavaliers algériens

Le jeudi 27, les troupes arrivent à l'oued El-Harrach. L'oued est gonflé par les pluies et ne peut se déverser dans la mer. Charles Quint fait établir le camp dans l'angle formé par la mer et l'oued. Ils durent faire face aux attaques des ennemies, les arquebusiers purent se servir de leurs armes et réussir à repousser les assaillants. Le vendredi 28, les troupes franchissent l'oued sur un pont de fortune fait des restes de bateaux et le samedi 29, ils arrivent au cap Matifou où Andrea Doria les attendait avec de la nourriture. Le dimanche 30, Doria donne les ordres pour rembarquer. Pendant le rembarquement, les Espagnols avec les Hospitaliers réussissent à tenir à l’écart les cavaliers berbères, ils purent même les forcer à reculer. Comme il n'y avait pas de place pour tout le monde, Charles Quint fait jeter par-dessus bord tout ce qui n'était plus utile comme tous les canons. Il fait même débarquer les chevaux, à commencer par les siens auxquels il tenait beaucoup. Lundi 31, ils rembarque les troupes italiennes, le mardi 1er novembre c'est le tour des troupes allemandes et le mercredi 2, quand la mer recommence à grossir, c'est le tour des dernières troupes espagnoles. La flotte est plus ou moins protégée dans la baie par les hauts fonds qui en barrent l'entrée. Alors que la flotte mettait à la voile un navire vient sur les hauts fonds sans que l'on puisse porter secours aux 400 hommes. L'empereur fit détacher des brigantins pour leur porter secours mais en vain. La galère Caterinetta de l'ordre de Saint-Jean de Jérusalem cassa son timon et ne dut son salut qu'au sacrifice de deux marins qui au péril de leur vie réussirent à réparer en se mettant à l'eau. La caraque Fortuna se perd en mer sans que, là encore, on ne puisse sauver l'équipage. Après deux jours de navigation dans la tempête, la flotte arrive dans le port de Bougie et se disperse aussitôt pour regagner chacun leur port d'attache.
Le roi des Koukous, el Kadhi, fait alors une nouvelle tentative. Il adresse un nouveau message à l'empereur, avec une ambassade, pour lui offrir des vivres, des armes et aussi des combattants mais Charles Quint renvoie tout le monde et, prudent, le roi se retire dans les montagnes.

### Les pertes
Pour Magnalotti, il compte 40 galères et plus de 150 navires dont « 3 des plus gros » avec au moins 7 600 hommes. Il précise 13 chevaliers de Malte, 75 chevaliers et plus de 350 soldats pendant la journée du 25. Il déclare « toute la plage d'Alger, en commençant par la ville jusqu'à Corcellis [oued K'nnis], étaient couverte de corps d'hommes, et de chevaux morts, et de navires fracassés. » Pour un autre commentateur, les pertes de Charles Quint se comptent à 12 000 hommes et 150 navires. François 1er sait que Charles Quint a perdu 17 galères (dont 11 de la flotte de Doria) et 150 bateaux de transport. Parmi les pertes humaines il faut compter 75 chevaliers de Malte et près de 400 Maltais au service de l'Ordre. De 100 à 200 canons abandonnés par Charles Quint que les musulmans vont utiliser pour garnir les remparts. 
Le chiffre des pertes de la régence d'Alger demeure inconnu, plusieurs milliers d'hommes très certainement, on a peu de décomptes, seulement les Ghazaouat indiquent 200 morts, l'on peut les considérer comme vraisemblables.

## Conséquences
Hassan Agha expédie une galiote pour porter la nouvelle de la victoire à la Sublime Porte. Khaïr-ed-din introduit dans le sérail du sultan l'envoyé de Hassan et lui fait des cadeaux et il l’établit gouverneur à Alger avec le titre de pacha.
En avril 1542, Hassan entreprend de châtier le roi de Koukou qui a fourni 2 000 hommes (ayant fait défection) à Charles Quint. Il envoie un corps de 3 000 janissaires, 2 000 cavaliers arabes et berbères et 1 000 fantassins berbères et douze canons de petit calibre. Inférieur en force, le roi de Koukou donne une grosse somme d'argent et du bétail et promet de se soumettre dorénavant au tribut annuel, livrant son fils en otage, Sidi Ahmed Bel el Kadhi.
Hassan Agha étant tombé malade lors de son retour de Tlemcen où il avait soumis Mulay Ahmed et il se retire du pouvoir. La milice des janissaires d'Alger choisit Hadji Pacha comme successeur d'Hassan. Mais Hadji Pacha ne gouverne que huit mois, Barberousse obtient du sultan de Constantinople la nomination de son fils Hassan Pacha comme nouveau gouverneur d'Alger.

## Historiographie

Nicolas de Villegagnon

Les contemporains de l'expédition d'Alger en 1541, frappés par la défaite de Charles Quint, ont laissé deux types de témoignages : des récits des évènements par des participants, comme celui de Nicolas Durand de Villegagnon, publié en latin vers 1542, traduit en français en 1542 par Pierre Tolet ; le rapport fait au pape Paul III par le secrétaire de son légat, Antonio Magnalotti, dès le 19 novembre 1541 de Carthagène avant son retour à Rome ; peut-être le document dit Mehkemé (tribunal supérieur d'Alger où étaient conservés les actes juridiques de la Régence) d'un auteur inconnu, peut-être contemporain des faits malgré quelques erreurs historiques dues à une forte propension hagiographique, et traduit de l'arabe par Venture de Paradis ; ou d'autres textes, récits de deuxième main comme El Zohrat el Nayerat de Mohamed ben Mohamed ben Abd-er-Rahman ben El Djilani ben Rakia traduit par Alphonse Rousseau en 1841, ; ou Razaouât de Sinan-Tchaouch écrit au XVIe siècle et traduit par Venture de Paradis en 1837 sous le titre de Fondation de la régence d'Alger, pour les textes en arabe.
Puis l'expédition est tombée dans l'oubli comme le signale Abd El Hadi Ben Mansour du CNRS dans une recension du livre de Daniel Nordman : « Et l’on peut presque dire que, si la tempête d’octobre 1541 a bien marqué les esprits, comme celle d’ailleurs, mais à un degré moindre, qu’a éprouvée Diego de Vera lors de son expédition contre Alger en septembre-octobre 1516, l’expédition elle-même de Charles Quint a été quasiment oubliée. ». Alger y avait gagné le qualificatif de « Bien Gardée » - al-Ǧazā’ir al-maḥrūsa ou al-Ǧazā’ir al-manṣūra,. C'est un Flamand, protonotaire apostolique, Jean-Baptiste Gramaye, au destin peu commun, prisonnier un temps à Alger, qui rencontre Philippe III puis Philippe IV d'Espagne, pour leur soumettre sans succès, dans un texte de 27 pages, l’Appendix suggerens media expellendi Turcas tota Africa, un plan d'occupation du Maghreb.

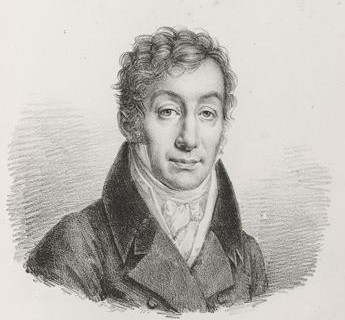
Alexandre de Laborde
par Julien Léopold Boilly

Il faut attendre l'expédition française de 1830 pour qu'un député du département de la Seine, Alexandre de Laborde, cherchant à montrer l'injustice, l'inutilité et l'illégalité de l'action des troupes coloniales françaises dans une adresse Au Roi et aux Chambres sur les véritables causes de la rupture avec Alger et l'expédition qui se prépare pour exhumer du fond des mémoires toutes les tentatives de s'emparer d'Alger pendant les trois siècles précédents,.
Aux XIXe siècle et XXe siècle, nombre d'auteurs reprennent ou citent les récits ultérieurs sans jamais ou très rarement citer leurs sources. Il faut compter au nombre de ces publications, hormis le travail de H. D. de Grammont, celui de Jean de Vandenesse, Le journal des voyages de Charles V et de Philippe II, son fils, qui n'existe qu'à l'état de manuscrit à la Bibliothèque nationale, et que Grammont considère d'« une exactitude scrupuleuse des dates et des détails »,.
Au XXIe siècle, le travail de recherche qui fait référence est la publication de Daniel Nordman, directeur de recherche émérite au CNRS section 33, Tempête sur Alger : l'expédition de Charles Quint en 1541, publiée par Bouchène en 2011. Ce gros travail de recherche, 702 pages, fait suite au travail de de Grammont dont il reprend en partie le plan, l'étude par elle-même 335 pages, suivie de 279 pages de documents rares, peu connus ou difficiles à trouver, en version originale et en traduction française, qu'il met à la disposition des chercheurs, des annexes détaillées sur 15 pages, telles que des chronologies, 9 pages d'index des noms de personnes et de lieux et enfin une importante bibliographie de 64 pages. Cette publication a fait l'objet de plusieurs recensions, en France comme celle de Abd El Hadi Ben Mansour (déjà citée), en Espagne par María José Rodríguez Salgado, en Italie, en Turquie ou en Algérie et est présente dans beaucoup de bibliographies d'ouvrages traitant de cette période de l'histoire de la régence d'Alger (ou de l'Empire ottoman) ou du Saint-Empire romain germanique.

## Référencement